# Cheah Soon Kit
Cheah Soon Kit (Ipoh, 9 gennaio 1968) è un ex giocatore di badminton malese.

## Palmarès

### Olimpiadi
- 1 medaglia:
  - 1 argento (Atlanta 1996 nel doppio)

### Mondiali
- 3 medaglie:
  - 2 argenti (Birmingham 1993 nel doppio; Glasgow 1997 nel doppio)
  - 1 bronzo (Losanna 1995 nel doppio)

### Coppa del mondo
- 2 medaglie:
  - 2 ori (Canton 1992 nel doppio; Ho Chi Minh 1994 nel doppio)

### Campionati asiatici
- 1 medaglia:
  - 1 oro (Pechino 1995 nel doppio)

### Thomas Cup
- 6 medaglie:
  - 1 oro (Kuala Lumpur 1992)
  - 4 argenti (Kuala Lumpur 1988; Tokyo 1990; Giacarta 1994; Hong Kong 1998)
  - 1 bronzo (Giacarta 1986)

### Giochi asiatici
- 2 medaglie:
  - 1 argento (Hiroshima 1994 nel doppio)
  - 1 bronzo (Hiroshima 1994 a squadre)

### Giochi del Commonwealth
- 5 medaglie:
  - 2 ori (Victoria 1994 nel doppio; Kuala Lumpur 1998 a squadre)
  - 3 argenti (Auckland 1990 nel doppio; Victoria 1994 nel misto; Kuala Lumpur 1998 nel doppio)

### Giochi del Sud-est asiatico
- 3 medaglie:
  - 2 ori (Chiang Mai 1993 nel doppio; Chiang Mai 1995 nel doppio)
  - 1 argento (Chiang Mai 1995 a squadre)